# Azteken-Fruchtvampir
Der Azteken-Fruchtvampir (Artibeus aztecus) ist eine Fledermausart aus der Familie der Blattnasen (Phyllostomidae), welche in Zentralamerika beheimatet ist.

## Beschreibung
Der Azteken-Fruchtvampir ist ein kleiner Vertreter der Eigentlichen Fruchtvampire und am nächsten verwandt mit dem Tolteken-Fruchtvampir (Artibeus toltecus). Er unterscheidet sich von diesem im höheren Durchschnittsgewicht von 18 g, ihm fehlt der helle Rand der Ohren und die Gesichtsstreifen sind nur schwach oder nicht vorhanden. Zudem kommt sie eher im Hochland vor, während ihre Schwesterart auf mittlerer Höhe zu finden ist. Stellenweise kommen die beiden Arten jedoch auch sympatrisch vor. Das Fell des Azteken-Fruchtvampirs ist braun bis schwarz-braun, wobei Tiere die näher am Äquator leben eine dunklere Farbe haben.
Ähnlich wie der Tolteken-Fruchtvampir wurde auch der Azteken-Fruchtvampir nach einem Volk mittelamerikanischer Ureinwohner, den Azteken, benannt, welche am Popocatépetl in Mexiko beheimatet waren, wo der Holotyp dieser Art gefangen wurde.

## Lebensweise
Der Azteken-Fruchtvampir kommt primär in Bergnebelwäldern vor, wurde aber auch schon in Bananen- und Mangoplantagen gefangen sowie in einem relativ trockenen Tal in der Nähe von Comayagua, Honduras. Tagsüber schläft die Art unter Bananenblättern, in Felsspalten und Höhlen, sowie in menschengemachten Strukturen wie Gebäuden, Tunneln und Mienen. Wie alle Vertreter der Eigentlichen Fruchtvampiren ist auch der Azteken-Fruchtvampir ein Früchtefresser.
Mit jeweils einem Embryo trächtige Weibchen wurden im März, April, Juli und August gefangen, ein säugendes Tier im September.

## Verbreitung und Lebensraum

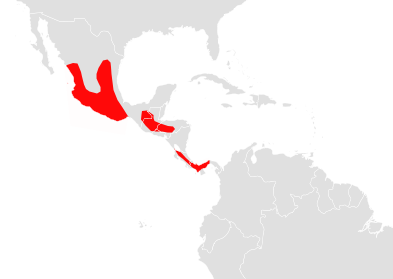
Verbreitungsgebiet des Azteken-Fruchtvampirs

Die Verbreitung des Azteken-Fruchtvampirs reicht von Mexiko bis Panama. Ihr Bestand wird von der IUCN dank der weiten Verbreitung und wahrscheinlich großen Populationen als ungefährdet eingestuft.